# Legendres trekvadraterssats
Inom matematiken är Legendres trekvadraterssats en sats som säger att varje naturligt tal som inte är av formen {\displaystyle n=4^{a}(8b+7)} för heltal a och b kan skrivas som summan av tre kvadrater:
{\displaystyle n=x^{2}+y^{2}+z^{2}\ }
Satsen framlades av Adrien-Marie Legendre 1798. Hans bevis var dock ofullständigt, och korrigerades senare av Carl Friedrich Gauss.
Satsen leder till ett enkelt bevis av Lagranges fyrakvadraterssats, som säger att varje naturligt tal kan skrivas som summan av fyra kvadrater. Låt n vara ett naturligt tal. Då finns det två fall:
- antingen är n inte av formen {\displaystyle 4^{a}(8b+7)} och är härmed summan av tre kvadrater och alltså även av fyra kvadrater enligt {\displaystyle n=x^{2}+y^{2}+z^{2}+0} för några x, y, z;
- eller {\displaystyle n=4^{a}(8b+7)=(2^{a})^{2}((8b+6)+1)}, där {\displaystyle 8b+6=2(4b+3)}, som är summan av tre kvadrater enligt trekvadraterssatsen, så n är summan av fyra kvadrater.